# James Bartle
James Bartle (* 20. Jahrhundert in Australien) ist ein australischer Kameramann.

## Leben
James Bartle wuchs im Umland von Melbourne auf. Er studierte Elektrotechnik und bekam einen Job für die Lichttechnik bei Channel 9 in Melbourne. Von dort aus wechselte er zur BBC nach London, wo er unter anderem auch für die erste Doctor-Who-Fernsehserie arbeitete. Nach seiner Rückkehr arbeitete er für Channel 10 in Sydney und reiste fortan durchs Land und arbeitete ab Mitte der 1970er Jahre in Neuseeland. 1982 debütierte er als Kameramann in Sam Pillsburys Horror-Thriller Schatten des Schreckens. Seitdem war er hauptsächlich für Fernsehproduktionen wie Knight Rider 2010, Agent Nick Fury – Einsatz in Berlin und Zu jung für ein Baby als Kameramann tätig.

## Filmografie (Auswahl)
- 1982: Schatten des Schreckens (The Scarecrow)
- 1985: Quiet Earth – Das letzte Experiment (The Quiet Earth)
- 1987: Der Versuchung verfallen (The Umbrella Woman)
- 1987: Insel der verlorenen Seelen (Angel in Green)
- 1988: Ein gefährliches Leben (A Dangerous Life)
- 1989: Geheimbund der Rose (Brotherhood of the Rose)
- 1990: Känguruh Carlos (The Shrimp on the Barbie)
- 1992: Spiel der Patrioten (The President’s Child)
- 1993: Sommer des Erwachens (Hammers Over the Anvil)
- 1994: Hercules und das Amazonenheer (Hercules and the Amazon Women, Fernsehfilm)
- 1994: Hercules und das vergessene Königreich (Hercules and the Lost Kingdom, Fernsehfilm)
- 1994: Hercules und der flammende Ring (Hercules and the Circle Of Fire, Fernsehfilm)
- 1994: Hercules im Reich der toten Götter (Hercules in the Underworld, Fernsehfilm)
- 1994: Hercules im Labyrinth des Minotaurus (Hercules in the Maze Of The Minotaur, Fernsehfilm)
- 1994: Knight Rider 2010
- 1994: Sündige Vergangenheit (Shadows of Desire)
- 1997: 20.000 Meilen unter dem Meer (20,000 Leagues Under the Sea) (Fernsehfilm)
- 1998: Agent Nick Fury – Einsatz in Berlin (Nick Fury: Agent of S.H.I.E.L.D.)
- 1998: Spuren im Sand (Point Last Seen)
- 1998: Zu jung für ein Baby (Fifteen and Pregnant)
- 1999: Bei Geburt vertauscht (Switched at Birth)
- 1999: Wer Sturm sät (Inherit the Wind)
- 2000: Tränen der Erinnerung (Yesterday’s Children)
- 2004: Familie auf Umwegen (Raising Waylon)
- 2004: (K)Ein fast perfekter Mord (The Perfect Husband: The Laci Peterson Story)
- 2007: California Dreaming (Out of Omaha)